# Friedrich Giesel
Friedrich Oscar Giesel (Winzig, 1852 - Brunswick, 1927) fue un químico orgánico alemán. Giesel realizó estudios en el campo de la radiología y la radioquímica y descubrió la desviación que los campos magnéticos producen en un haz de rayos beta.
Se le conoce por ser el descubridor del actinio en 1902.